# Morrone Stadium
Pour les articles homonymes, voir Morrone.
Le Morrone Stadium, également connu sous le nom complet de Joseph J. Morrone Stadium et auparavant connu sous le nom de Connecticut Soccer Stadium, est un stade omnisports américain, principalement utilisé pour le soccer et la crosse, situé dans la ville de Storrs, dans le Connecticut.
Le stade, doté de 5 100 places et inauguré en 1969, appartient à l'Université du Connecticut et sert d'enceinte à domicile à l'équipe universitaire des Huskies du Connecticut (pour le soccer et la crosse).
Il porte le nom de Joe Morrone, ancien entraîneur de soccer et de crosse de l'équipe universitaire.

## Histoire
Le stade, à l'époque de 8 574 places, ouvre ses portes en 1969 sous le nom de Connecticut Soccer Stadium.
Il est restructuré en 1994 et à nouveau en 2002 pour accueillir 5 564 places. En 2008, il est de nouveau restructuré pour accueillir 4 407 spectateurs, puis 4 500 en 2009 et enfin 5 100 en 2015.
En 1999, le stade change de nom pour porter son nom actuel, en l'honneur de Joe Morrone, qui venait de prendre sa retraite après avoir entraîné l'équipe de soccer pendant 28 ans.
Le Morrone Stadium était également le domicile d'origine de l'équipe de crosse féminine. Petit à petit, l'équipe emménage au George J. Sherman Family-Sports Complex. Le dernier match de crosse au Morrone Stadium a lieu en 2009 contre les Scarlet Knights de Rutgers.